# Hemolytická anémie
Hemolytická anémie je anémie způsobená rychlejším rozkladem červených krvinek v důsledku jejich nesprávné struktury nebo vnějších faktorů. Rozpad erytrocytů (hemolýza – intra- nebo extravaskulární),

## Znaky
Obecné znaky hemolýzy:
- nápadná hypercelularita kostní dřeně (vyplňuje všechny dřeňové prostory – i místa, kde je u dospělého dřeň tuková),
- změna běžného poměru granulo- a erytropoézy (3:1) ve prospěch erytropoézy,
- někdy se setkáme i s extramedulární krvetvorbou (játra, slezina) – produkce erytrocytů se zvyšuje až na osminásobek (v krvi jsou četné retikulocyty, doba životnosti takových erytrocytů je však podstatně snížena – jen na 15 dnů) – kompenzovaná anemie, počet erytrocytů je však velmi citlivý na útlum produkce erytrocytů (např. běžným infekčním onemocněním) – pak dochází k tzv. aplastické krizi,
- při extravaskulární hemolýze je příznačná hemosideróza makrofágů, z nichž některé hromadí lipidy z rozpadlých erytrocytů a připomínají tak lipofágy u Gaucherovy choroby – tzv. gaucheroidní buňky,

### Dělení
1. Hemolytické anemie korpuskulární.
2. Hemolytické anemie extrakorpuskulární.